# James Glaisher
James Glaisher (* 7. April 1809 in London; † 7. Februar 1903 in Croydon bei London) war ein englischer Meteorologe und Aeronaut.

James Glaisher

## Leben
Nachdem James Glaisher einige Jahre in Irland bei Landvermessungen gearbeitet hatte, bekam er den Posten eines Assistenten bei den Sternwarten in Cambridge und Greenwich. Nach der Gründung der Abteilung für Meteorologie und Magnetismus in Greenwich übernahm er 1838 deren Leitung, die er 34 Jahre bis zu seinem Eintritt in den Ruhestand ausübte.
1845 publizierte er seine Taupunkt-Tabellen zur Messung der Luftfeuchtigkeit. Er war Gründungsmitglied der Meteorologischen Gesellschaft (1850) und der Aeronautischen Gesellschaft von Großbritannien (1866). Ebenfalls war er Mitglied der königlichen Kommission für die Heizung und Belüftung von Behausungen (1875), Präsident der Royal Microscopical Society (1865–1888) und übte ab 1880 für 12 Jahre das Amt des Vorsitzenden des Exekutiv-Komitees des Palestine Exploration Fund aus. 1849 wurde er zum Fellow der Royal Society gewählt. Seit 1895 war er gewähltes Mitglied der American Philosophical Society.

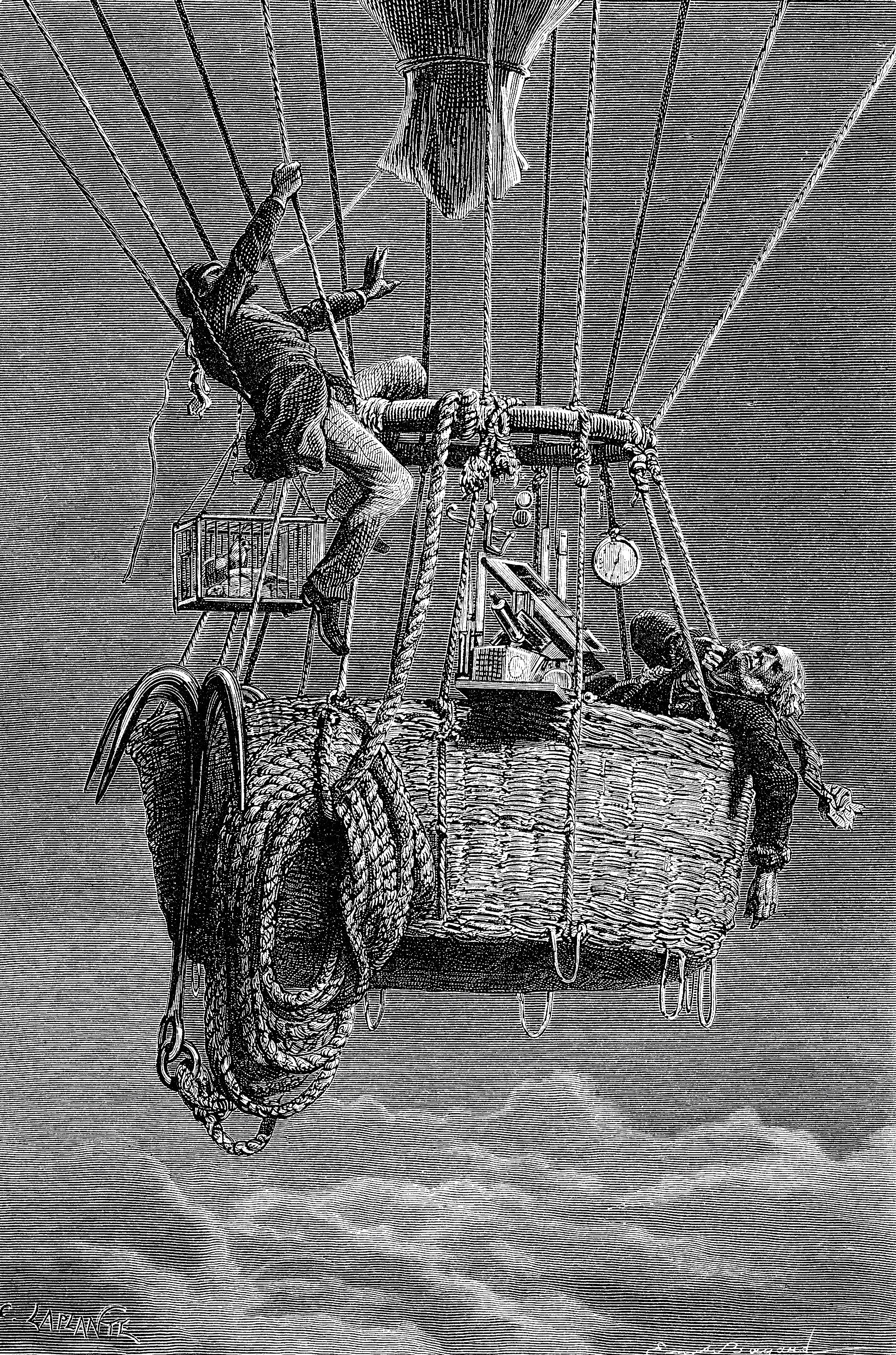
Zeitgenössische Darstellung der Rekordfahrt, links Coxwell, rechts Glaisher

Am berühmtesten wurde er zu seiner Zeit jedoch als ein Pionier der Aerologie. Gemeinsam mit dem Ballonfahrer Henry Coxwell unternahm er zwischen 1862 und 1866 insgesamt 28 wissenschaftliche Ballonfahrten. Auf ihrer siebenten Luftfahrt am 5. September 1862 stiegen sie im offenen Korb etwa 8.800 Meter hoch. Das war eine bis dahin noch von keinem Menschen erreichte Höhe. Glaisher verlor wegen der dünnen Luft das Bewusstsein, und Coxwell konnte nur unter Aufbietung seiner letzten Kräfte mit seinen Zähnen das Steuerventil öffnen, um den Ballon zum Absinken zu bringen. Glaisher berichte hierüber (sowie über seine Messungen der Pulsfrequenzen) im November 1862 in der medizinischen Fachzeitschrift The Lancet:

„Das Gehör stellte sich zuerst wieder ein auf Coxwell's Anrede. Letzterem waren ebenfalls die Hände gelähmt und schwärzlich geworden; er fühlte die Ohnmacht herannahen und beeilte sich, die Klappe des Luftballons mittels seiner Zähne zu öffnen.“

Er berichtete auch über weitere Einzelheiten seiner Ballonfahrt:

„5. September. Herr Coxwell rang nach Luft in einer Höhe von 20,000 Fuß; ich athmete leicht und fühlte überhaupt keinerlei Beschwerde, bis ich fünf Meilen von der Erde entfernt war. Bei ungefähr 26,000 Fuß vermochte ich die feine Quecksilbersäule in der Röhre nicht mehr zu erkennen; hierauf wurden mir auch die feinen Theilstriche auf der Skala des Instrumentes unsichtbar. […]  [D]ann kam mit einem Male tiefe Dunkelheit über mich; der Sehnerv hatte plötzlich seine Kraft verloren. […] Ueber den Gehörsinn kann ich nichts mittheilen; die lautlose Stille in den Gegenden sechs Meilen über der Erde […] ist der Art, daß kein Ton zum Ohre dringt. […] [Coxwell] wollte sich mir nun nähern, aber er konnte nicht und fühlte, daß sich Bewußtlosigkeit seiner bemächtigen wollte; in banger Eile wollte er nun die Klappe öffnen, war aber unfähig hiezu, da ihm die Hände den Dienst versagten. Endlich gelang es ihm dennoch, seine Absicht auszuführen, indem er die Leine zwischen die Zahne faßte und seinen Kopf zwei bis drei Mal auf und ab bewegte.“

Glaishers Leistung wurde erst 32 Jahre später überboten, als Arthur Berson 1894 unter Mitnahme von zusätzlichem Sauerstoff eine Höhe von 9.155 m erreichte.
1874 trat Glaisher von seinem Posten am Observatorium zurück und widmete sich ganz den von Johann Karl Burckhardt 1814 begonnenen, von Johann Martin Dase fortgesetzten Factor Tables, die in drei Bänden 1878–83 erschienen und die Primfaktorenzerlegung der natürlichen Zahlen von 3.000.001 bis 6.000.000 enthalten.
James Glaisher heiratete 1843 die 15-jährige Cecilia Louisa Belville (1828–1892), die sich später einen Namen als Fotografin machen sollte. (Zu jener Zeit lag das gesetzliche Mindestalter für eine Ehe bei zwölf Jahren.) Aus der Verbindung gingen drei Kinder hervor – Cecilia Appelina (1845–1932), der Astronom und Mathematiker James Whitbread Lee Glaisher (1848–1928) und Ernest Henry (1858–1885).

## Rezeption
Der Mondkrater Glaisher wurde nach ihm benannt.
2019 wurde mit The Aeronauts ein biografischer Film veröffentlicht, in dem Eddie Redmayne die Rolle von Glaisher übernahm.

## Schriften
- On factor tables. With an account of the mode of formation of the factor table for the fourth million (1878)
- Travels in the air. (1880)
- Hygrometrical Tables. (1885, 8. Auflage 1895)
- A memoir on the radiation of heat from various substances.
- Report on the meteorology of London in relation of the Choleraepidemic of 1853–54.